# Araeopteron
Araeopteron är ett släkte av fjärilar. Araeopteron ingår i familjen nattflyn.

## Bildgalleri

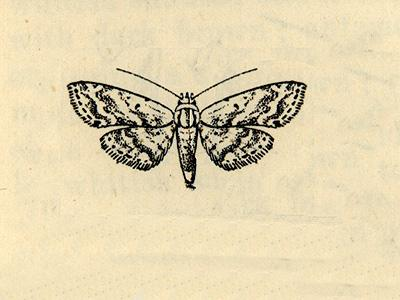
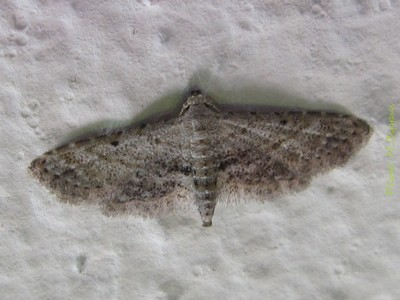
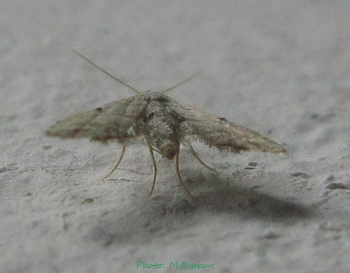

## Dottertaxa tillAraeopteron, i alfabetisk ordning[1]
- Araeopteron acidalica
- Araeopteron amoena
- Araeopteron betie
- Araeopteron calliscia
- Araeopteron canescens
- Araeopteron ecphaea
- Araeopteron elam
- Araeopteron epiphracta
- Araeopteron fasciale
- Araeopteron favillalis
- Araeopteron flaccida
- Araeopteron fragmenta
- Araeopteron goniophora
- Araeopteron griseata
- Araeopteron imbecilla
- Araeopteron kurokoi
- Araeopteron leucoplaga
- Araeopteron micraeola
- Araeopteron microlyta
- Araeopteron minimale
- Araeopteron nebulosa
- Araeopteron nivalis
- Araeopteron obliquifasciata
- Araeopteron pictale
- Araeopteron pleurotypa
- Araeopteron poliobapta
- Araeopteron poliphae
- Araeopteron proleuca
- Araeopteron rubicunditincta
- Araeopteron rufescens
- Araeopteron vilhelmina
- Araeopteron xanthopis